# 伊藤龍馬
伊藤 龍馬（いとう りょうま、6月19日 - ）は、日本のゲームクリエイター。スクウェア・エニックス所属。

## 作風
同じスクウェア・エニックス所属の吉田明彦を師と仰いでおり、その画風は吉田の影響を受けながらより単純化、デフォルメしたものとなっている。
2006年から2007年にかけて極端に仕事量が多かったため、2008年以降はスクウェア・エニックスモバイルサイト内で描き下ろしイラストを発表するなど、小規模な仕事に周っている。また、設定画などのキャラクター名を表記する場合に独特の描き文字を使用する。本人曰く、人物の後姿を描くのが好きとのこと。
スクウェア（当時）入社前は路上画家などもやっていたという。

## 主な参加作品
- ファイナルファンタジーIX - モンスターアニメーション
- ファイナルファンタジーX - バトルモーションデザイン
- ファイナルファンタジーXII - アートデザイン
- ファイナルファンタジーXII レヴァナント・ウィング - キャラクターデザイン
- ファイナルファンタジータクティクスアドバンス - キャラクターデザイン
- ファイナルファンタジータクティクス A2 封穴のグリモア - キャラクターデザイン
- 聖剣伝説DS CHILDREN of MANA - サブキャラクターデザイン
- 聖剣伝説 HEROES of MANA - キャラクターデザイン
- クリスタル ガーディアンズ - イメージイラスト
- ナイツ オブ クリスタル - キャラクターデザイン
- ファイナルファンタジータクティクス S - キャラクターデザイン
- 千年勇者〜時渡りのトモシビト〜 - キャラクターデザイン
- ヘブンストライク ライバルズ - キャラクターデザイン
- ダンジョンエンカウンターズ - キャラクターデザイン